# Петар Иверски
Петар Иверски (груз. პეტრე იბერი, око 411-491) - епископ Мајума код Газе, оснивач првог грузијског манастира у Витлејему. 
У грузијском часослову, штампаном по налогу католикоса Вахтанга 1710. године у Тифлису, „Св. Петра, епископа Мајског” стављена је под 2. дан децембра, али већ у Часопису из 1722. успомена на Петра Иверског није уврштена. Не налази се ни у савременом календару Грузијске цркве.
Грузијски принц, син краља Босмариоса, првобитно је носио име Мурван (Мурваназ). Године 423. послат је као политички талац у Цариград, где је стекао дубоко филозофско, теолошко и медицинско образовање под покровитељством царице Евдоксије, жене Теодосија II. Са својим учитељем Митридатом отишао је на ходочашће у Јерусалим, где се замонашио под именом Петар (а Митридат под именом Јован). У Палестини се бавио философском и теолошком делатношћу, а истовремено се бавио и лечењем. Године 430. основао је грузијски манастир у Витлејему и назвао га „Грузински манастир“. Године 445. прихватио је свештенство, 452. био је неколико месеци епископ Мајуме. Основао је болницу и лично примао болесне све док хришћане одатле није протерао локални владар; Одатле се Петар преселио у Египат, али се потом вратио на Блиски исток.
Према средњовековним изворима, Петар је написао неколико познатих теолошких дела и имао је много ученика, али није сачувано ниједно дело потписано његовим именом. Према хипотези Ш.Нутсубидзеа и белгијског научника Е.Хонигмана, Петар Иверски је аутор познатих дела потписаних именом Дионисије Ареопагита
Петар је дуго био у табору противника Халкидонског сабора, али у историјској науци остаје дискутабилно питање да ли је на крају прихватио Халкидонско исповедање вере. У најмању руку, вероватноћа да се Петар помирио са Халкидонцима после царице Евдокије може се оценити као прилично велика.
Сачувале су се две верзије његовог живота: сиријска (првобитно на грчком језику коју је написао његов ученик Јован Руф, превод из 8. века) и грузијски превод, завршен најкасније у 13. веку, из Сиријског житија који је написао Петров савременик Захарија Ретор , епископ митиленски.